# Goss International

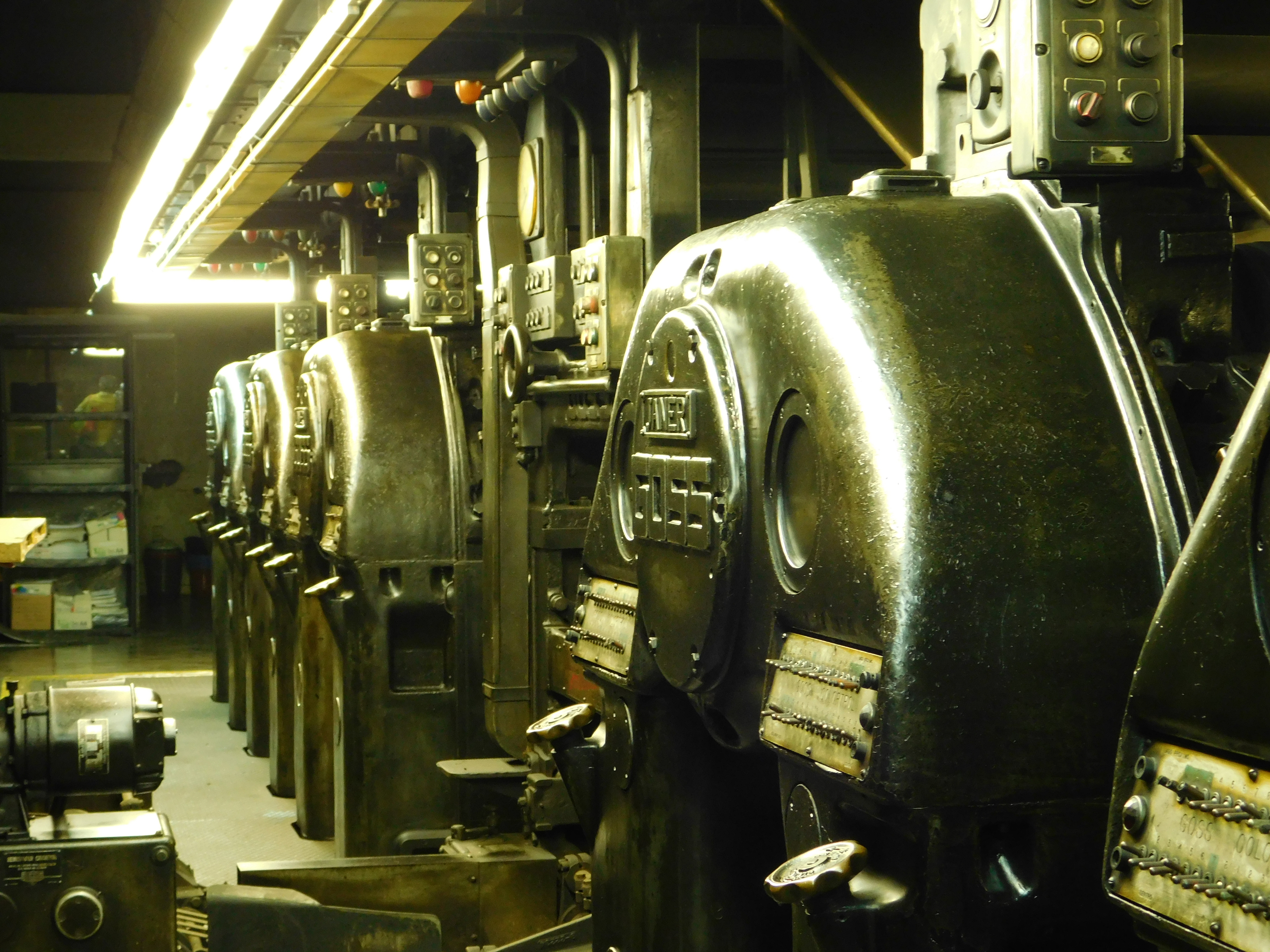
Eine Goss Headliner-Maschine

Goss International war ein US-amerikanischer Hersteller von Rollenoffset-Druckmaschinen und Anlagen zur Druckweiterverarbeitung.

## Geschichte
Goss wurde 1885 als Goss Printing Press Corp gegründet. Seit der Übernahme des Rollenoffsetbereiches der Heidelberger Druckmaschinen AG 2004 – mit der von Heidelberger 1988 übernommenen Harris Graphics – nannte sich das Unternehmen Goss International. Im Juni 2010 wurde Goss International von der Shanghai Electric Group Corporation (SEG) vollständig übernommen. 2015 kaufte die Private-Equity-Gesellschaft American Industrial Partners das Unternehmen. Am 1. März 2018 verlautbarten Manroland Web Systems und Goss International ihre Absicht zum Zusammenschluss ihres Rollendruckgeschäfts. Am 17. August 2018 gaben beide Unternehmen bekannt, dass die Fusion ihrer Geschäfte zu einem neuen Unternehmen unter dem Markennamen Manroland Goss Web Systems abgeschlossen sei.
Die beiden bisherigen Anteilseigner der betroffenen Unternehmen, die Possehl-Gruppe und American Industrial Partners, blieben an der entstandenen Gesellschaft beteiligt. Die Goss-Tochter Contiweb trat infolge der Fusion als unabhängiges Unternehmen auf. Contiweb stellt Rollenwechsler für Rollenoffsetmaschinen her und kam im Zuge der Übernahme der Heidelberg-Unternehmensteile zu Goss.

## Standorte
Es gibt Standorte in Bolingbrook (Illinois/USA), Boxmeer (Niederlande), Durham/Dover (New Hampshire/USA), Kennedale (Texas/USA), Montataire und Nantes (Frankreich), Preston (England), Sayama (Japan), Shanghai (China) und seit 2012 auch in Langenfeld (Rheinland) (Deutschland). Im Jahr 2013 gab Goss International seine Fertigungskapazitäten in Europa auf und produziert seitdem nur noch in den USA und China.